# پرچم قلمرو اقیانوس هند بریتانیا
پرچم قلمرو اقیانوس هند بریتانیا برای اولین بار در ۸ نوامبر ۱۹۹۰ به رسمیت شناخته شد. به عنوان پرچم غیرنظامی و پرچم استان و نشان استان شناخته می‌شود و همچنین دارای تناسب ۱:۲ می‌باشد. پس زمینه این پرچم نماد موج آب نمایان است.

## نگارخانه

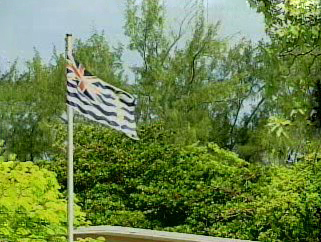